# Robert F. Williams
Robert Franklin Williams född 1925 i Monroe i North Carolina, död 1996, var en ledande gestalt i NAACP och den svarta medborgarrättsrörelsen i USA under 1950- och 60-talet.

## Fotnoter
1. 1 2  SNAC, SNAC Ark-ID: w6xg9zv7, läs online, läst: 9 oktober 2017.[källa från Wikidata]
2. 1 2  Encyclopædia Britannica, Encyclopædia Britannica Online-ID: biography/Robert-Williamstopic/Britannica-Online, läst: 9 oktober 2017.[källa från Wikidata]
3. 1 2  Find a Grave, läs online, läst: 17 juni 2024.[källa från Wikidata]
4. ↑  Williams, Robert Franklin (26 February 1925–15 October 1996), American National Biography Online, 29 november 2017, 10.1093/ANB/9780198606697.ARTICLE.1501397, läst: 9 oktober 2017.[källa från Wikidata]
5. 1 2  JSTOR, JSTOR artikel-ID: 10.5816/blackscholar.43.1-2.0069.[källa från Wikidata]
6. ↑  Google Books, s. 822, Google Books-ID: xtliDwAAQBAJ, läs online och läs online.[källa från Wikidata]